# Luís Pedro Barbosa
Luís Pedro Barbosa (Pernambuco, 11 de abril de 1870 – Rio de Janeiro, 20 de dezembro de 1949) foi um médico brasileiro.
Foi eleito membro honorário da Academia Nacional de Medicina em 1915, onde é patrono da Cadeira 47.